# Geophilus admarinus
Geophilus admarinus är en mångfotingart som först beskrevs av Chamberlin 1952.  Geophilus admarinus ingår i släktet Geophilus och familjen storjordkrypare. Inga underarter finns listade i Catalogue of Life.